# I Don't Feel Like Dancin'
«I Don't Feel like Dancin'» es el primer sencillo del segundo álbum de la banda estadounidense de pop Scissor Sisters, Ta-Dah. La canción fue coescrita por el grupo, junto a Elton John, quien participa en el piano. Encabezó la lista de sencillos del Reino Unido permaneciendo cuatro semanas en la máxima posición y se convirtió en el cuarto sencillo más vendido del año 2006. También lideró las listas de Alemania, Australia, Austria, Bélgica, Noruega, Suecia y Suiza.

## Información de la canción
El sencillo fue puesto en la mayoría de las tiendas de descargas de Internet desde el 19 de julio, y fue lanzado en CD el 4 de septiembre.
Algunos críticos de la música, como los de The Guardian y The Sun compararon el tempo y el falsete de la canción con "You Make Me Feel Like Dancing" de Leo Sayer, originalmente editada en 1976. La canción también cuenta con un ritmo de piano que hace referencia a "December, 1963 (Oh, What a Night)" de The Four Seasons.

## Video musical
El video musical fue dirigido por Andy Soup con la colaboración del productor Verity White y el director de fotografía Alex Barber. La posproducción fue llevada a cabo por el artista Ben Robards en Absolute Post y la editora Amanda James.
Chester McKee, un concursante en I'd Do Anything, aparece al principio del vídeo.

## Lista de canciones
- Vinilo de 10" (1705497)

1. «I Don't Feel Like Dancin'» (versión del álbum) – 4:48
2. «I Don't Feel Like Dancin'» (Linus Loves vocal edit) – 4:02

- CD 1 (1705491)

1. «I Don't Feel Like Dancin'» (versión del álbum) – 4:48
2. " «Ambition» – 4:39

- CD 2 (1707529)

1. «I Don't Feel Like Dancin'» (versión del álbum) – 4:48
2. «I Don't Feel Like Dancin'» (Linus Loves dub) – 5:54
3. «I Don't Feel Like Dancin'» (video)

- Sencillo en CD internacional

1. «I Don't Feel Like Dancin'» (versión del álbum) – 4:48
2. «Ambition» – 4:39
3. «I Don't Feel Like Dancin'» (Linus Loves vocal edit) – 4:02
4. «I Don't Feel Like Dancin'» (video musical)

## Remixes oficiales
1. «I Don't Feel Like Dancin'» (Erol Alkan Carnival of Light Re-Work)
2. «I Don't Feel Like Dancin'» (Linus Loves vox)
3. «I Don't Feel Like Dancin'» (Linus Loves dub)
4. «I Don't Feel Like Dancin'» (Linus Loves vocal edit)
5. «I Don't Feel Like Dancin'» (Paper Faces mix)
6. «I Don't Feel Like Dancin'» (Teenage Badgirl mix)
7. «I Don't Feel Like Dancin'» (The Young Punx remix)

## Posicionamiento en listas y certificaciones
| Listas (2006-2007)                      | Mejor posición |
| --------------------------------------- | -------------- |
| Alemania (Offizielle Deutsche Charts)   | 1              |
| Austria (Ö3 Austria Top 40)             | 1              |
| Australia (ARIA)                        | 1              |
| Bélgica (Flandes) (Ultratop 50)         | 1              |
| Bélgica (Valonia) (Ultratop 50)         | 34             |
| Canadá (Hot 100)                        | 25             |
| República Checa (Rádio Top 100)         | 7              |
| Dinamarca (Tracklisten)                 | 4              |
| Eslovaquia (Rádio Top 100)              | 2              |
| Estados Unidos (Bubbling Under Hot 100) | 2              |
| Estados Unidos (Pop 100)                | 72             |
| Estados Unidos (Hot Dance Airplay)      | 2              |
| Estados Unidos (Adult Top 40)           | 35             |
| European Hot 100                        | 1              |
| Finlandia (OFC)                         | 2              |
| Francia (SNEP)                          | 33             |
| Hungría (Rádiós Top 40)                 | 3              |
| Irlanda (IRMA)                          | 2              |
| Italia (FIMI)                           | 4              |
| Japón (Oricon)                          | 14             |
| Noruega (VG-lista)                      | 1              |
| Nueva Zelanda (Recorded Music NZ)       | 6              |
| Países Bajos (Dutch Top 40)             | 2              |
| Reino Unido (UK Singles Chart)          | 1              |
| Suecia (Sverigetopplistan)              | 1              |
| Suiza (Schweizer Hitparade)             | 1              |

| País      | Organismo certificador | Certificación    | Ref.   |
| --------- | ---------------------- | ---------------- | ------ |
| Alemania  | BVMI                   | Disco de Oro     | [ 29 ] |
| Australia | ARIA                   | Disco de Platino | [ 30 ] |
| Suiza     | IFPI Suiza             | Disco de Oro     | [ 31 ] |

## Sucesión en listas
| Anterior: «SexyBack» de Justin Timberlake             | UK Singles Chart — Sencillo Nro 1 10 de septiembre de 2006 — 1 de octubre de 2006   | Siguiente: «America» de Razorlight            |
| Anterior: «SexyBack» de Justin Timberlake             | Media Control Charts — Sencillo Nro 1 14 de octubre de 2006 — 20 de octubre de 2006 | Siguiente: «Das Beste» de Silbermond          |
| Anterior: «The Saints Are Coming» de U2 con Green Day | ARIA Charts — Sencillo Nro 1 19 de noviembre de 2006 — 3 de diciembre de 2006       | Siguiente: «Night of My Life» de Damien Leith |